# Киевский курьер
«Ки́евский курье́р» — торгово-экономическая и литературная газета, выходившая в Киеве в 1862 году.

## История
Газета выходила в Киеве в 1862 году с 15 марта и до конца года с периодичностью 3 раза в неделю.
Редактировал газету Н. А. Чернышёв, с 17-го номера — П. Стрешнев.
Публиковала правительственные распоряжения по экономическим вопросам. В справочном отделе печатались объявления о спросе и сбыте продукции, об условиях приобретения машин за границей, сведения о ярмарках и другом.